# Kayaba Ka-1
Kayaba Ka - 1 — одномоторний автожир Імперської армії Японії періоду Другої світової війни. Використовувався для артилерійської розвідки і для стеження за підводними човнами.

## Історія створення
Японська армія ще в 30-тих роках розглядала використання автожирів в якості розвідувальних машин. Тому в 1939 році з США було імпортовано одномоторний автожир Kellett KD-1, в останньому використовувався семи-циліндровий радіальний двигун з повітряним охолодженням Jacobs L-4M4 потужністю 225 к.с. Під час перших випробувань апарат було пошкоджено без можливості ремонту. Армійське командування доставило рештки літака компанії Kayaba з вимогою сконструювати схожу машину. 
Перша машина під назвою Ka-1 була побудована в травні 1941 року і використовувала 8-ми циліндровий V-подібний з повітряним охолодженням Argus Ac 10c потужністю 240 к.с., який приводив в рух трилопастевий пропелер і дволопастевий гвинт. Перші тестові польоти показали відмінні результати, Ka-1 міг злітати після розгону на відстані тільки 30 метрів при спокійній погоді, а також міг зависати в повітрі, і при цьому розвертатись. Наземне обслуговування теж виявилось менш складним ніж очікувалось, тому машину було вирішено пустити в серійне виробництво.
На одному екземплярі в якості експерименту використовували твердопаливні ракети на кінцях пропелера для збільшення підйомної сили. Також деякі машини використовували 7-ми циліндровий радіальний двигун Jacobs L-4MA-7 з повітряним охолодженням, вони отримали позначення Ka-2.

## Тактико-технічні характеристики Ka-1

### Технічні характеристики
- Екіпаж: 2 - пілот і розвідник
- Довжина: 9,20 м
- Діаметр пропелера: 12,20 м
- Маса порожнього: 775 кг
- Маса спорядженого: 1 170 кг
- Двигун: Argus As 10c
- Потужність: 240 к. с.
- Питома потужність: 4,9 кг/к.с.

### Льотні характеристики
- Максимальна швидкість: 165 км/год
- Крейсерна швидкість: 115 км/год
- Практична стеля: 3 500 м
- Швидкість підйому на висоту 1 000 м за 3 хв. 20 секунд.
- Операційна дальність: 280 км

### Озброєння
- Дві 60-ти кілограмові глибинні бомби

## Історія використання
Під час війни в Тихому океані Ka-1 через малу злітну відстань використовувались з малих суден, зокрема з авіаносця «Акіцу Мару» для розвідки ворожих підводних човнів. Модифікація отримала позначення Ka-1s, при цьому автожир ставав одномісним, але отримував можливість нести дві 60-ти кілограмові глибинні бомби. В такій ролі Ka-1 використовувались поблизу берегів Японії, зокрема над корейською і цугарською протоками.